# FCイスロチ・ミンスク・ラヨン
FCイスロチ・ミンスク・ラヨン（ロシア語: Футбольный Клуб Ислочь Минский Район）は、ベラルーシのミンスクをホームタウンとするサッカークラブ。

## 歴史
FCイスロチは2007年4月にミンスク・ラヨンで創設された。クラブ名のイスロチはミンスク領域を流れる同名の川の名前に由来している。初期のチームは地元の若者や農業経済大学の学生で構成された。
2010年にクラブエンブレム（ロゴ）が新しくなり、狼が描かれた。狼が採用された理由は、第一に狼が勇気や不屈の精神の象徴、公正や正義、野心のシンボルであり、どんな戦いでも勝つために戦う動物であること、第二に狼は森と関係付けられており、クラブが位置するミンスク領域の3分の2は森林で占められていること、第三に初期のチームに狼に由来するヴォルコフの姓を持つ選手が数名いたことである。
2013年、UEFAリージョンズカップ 2013で銅メダルを獲得した。

## タイトル

### 国内タイトル
- ベラルーシ・ファーストリーグ：1回
  - 2015

### 国際タイトル
- なし

## 過去の成績
| シーズン | ディビジョン     | ディビジョン | ディビジョン | ディビジョン | ディビジョン | ディビジョン | ディビジョン | ディビジョン | ディビジョン | ベラルーシ・カップ |
| シーズン | リーグ           | 順位         | 試           | 勝           | 分           | 敗           | 得           | 失           | 点           | ベラルーシ・カップ |
| -------- | ---------------- | ------------ | ------------ | ------------ | ------------ | ------------ | ------------ | ------------ | ------------ | ------------------ |
| 2013     | ファーストリーグ | 9位          | 30           | 11           | 8            | 11           | 39           | 37           | 41           | 1回戦敗退          |
| 2014     | ファーストリーグ | 7位          | 30           | 11           | 12           | 7            | 39           | 35           | 45           | ベスト16           |
| 2015     | ファーストリーグ | 1位          | 30           | 20           | 9            | 1            | 76           | 24           | 69           | ベスト16           |
| 2016     | プレミアリーグ   | 7位          | 30           | 11           | 8            | 11           | 35           | 40           | 41           | ベスト16           |
| 2017     | プレミアリーグ   | 11位         | 30           | 10           | 4            | 16           | 27           | 46           | 27           | ベスト16           |
| 2018     | プレミアリーグ   | 10位         | 30           | 8            | 9            | 13           | 20           | 37           | 33           | 準々決勝敗退       |
| 2019     | プレミアリーグ   | 5位          | 30           | 13           | 8            | 9            | 42           | 36           | 47           | 準決勝敗退         |
| 2020     | プレミアリーグ   | 7位          | 30           | 13           | 6            | 11           | 47           | 46           | 45           | 準々決勝敗退       |
| 2021     | プレミアリーグ   | 10位         | 30           | 9            | 7            | 14           | 38           | 47           | 34           | 準優勝             |

## 歴代所属選手
- アレクサンドル・フレブ 2019